# Ljuvt är det löftet: Jag dig ej förgäter
Ljuvt är det löftet: Jag dig ej förgäter är en sång från 1889 med text och musik av Charles H. Gabriel.

## Publicerad i
- Frälsningsarméns sångbok 1929 som nr 305 under rubriken "Jubel, erfarenhet och vittnesbörd".
- Musik till Frälsningsarméns sångbok 1930 som nr 305.
- Frälsningsarméns sångbok 1968 som nr 401 under rubriken "Det Kristna Livet - Erfarenhet och vittnesbörd".
- Frälsningsarméns sångbok 1990 som nr 572 under rubriken "Erfarenhet och vittnesbörd".